# Austrosignum latifrons
Austrosignum latifrons is een pissebed uit de familie Paramunnidae. De wetenschappelijke naam van de soort is voor het eerst geldig gepubliceerd in 1962 door Menzies.